# Dichotomyctere ocellatus
El pez globo ocelado (Dichotomyctere ocellatus) es una especie de pez actinopeterigio de agua dulce, de la familia de los tetraodóntidos. Especie usada en acuariofilia.

## Morfología
Con el cuerpo típico de los peces globo de agua dulce de su familia, la longitud máxima descrita fue de un macho de 15'3 cm. Su coloración y su forma son muy llamativas. En los adultos es de color parda. Es en tonalidades verdes oscuras y amarillas jalonadas por manchas ribeteadas de amarillo. Su esperanza de vida es de aproximadamente tres o cuatro años, aunque si es cuidado en condiciones óptimas puede llegar hasta los cinco e incluso los seis. Es una de las pocas especies de peces globo de agua dulce, con capacidad para aumentar de tamaño cuando se siente amenazado o asustado.

## Distribución y hábitat
Se distribuye por ríos y lagos de Indochina, sobre todo en la cuenca del río Mekong, así como en ríos de las islas de Malasia e Indonesia, donde vive en aguas tropicales desde los estuarios de los ríos hasta los tramos inferiores de flujo lento, con comportamiento demersal, nunca en aguas salobres. Se comporta de forma agresiva con los de su misma especie.
En libertad es carnívoro y se alimenta de caracoles y otros organismos bentónicos, mientras que en cautividad es omnívoro alimentándose de larvas de mosquito, tubifex, artemia o alimento en escamas. Una de las características por las que se le conoce a este pez, es su gran gusto por los caracoles, por lo que es un excelente controlador biológico de estas plagas.